# Estoril
Estoril är en ort och kommundel i Cascais kommun i Portugal, belägen vid Atlantkusten cirka 25 km väster om Lissabon.

Estoril har 26 397 invånare (2011) och är en billig och uppskattad semesterort med bland annat internationellt kasino och betydande turism både sommar och vinter.

## Evenemang
- Festival de Jazz do Estoril
- Estoril Music Festival
- Estoril Open
- Estoril Film Festival
- Estoril Congress Center
- Portugal Moto GP